# Церковь Николая Чудотворца в Петрове
Церковь Николая Чудотворца (Никольская церковь, также Церковь Николая Чудотворца в Мансурове) — православный храм Истринского благочиния Одинцовской епархии, расположенный в деревне Мансурово Истринского района Московской области.

## История
Появление церкви в селе Петрово связано с потомками рода Голохвастовых, которые долгое время оставались владельцами земель в этих местах.
В 1754 году село перешло по закладной во владение Марье Васильевне Олсуфьевой — супруге действительного статского советника сенатора Адама Васильевича Олсуфьева.
На то время имелись две деревянные церкви: во имя святителя Николая, архиепископа Мир Ликийских, чудотворца что в селе Мансурово, и в версте от нее — церковь Похвалы Богородицы.
В 1786 году, спустя 160 лет после строительства первого деревянного храма, началось строительство в селе Петрове новой деревянной церкви. Из клировых ведомостей 1823—1826 годов узнаем, что она была возведена в 1791 году. Известно, что строить новый храм стали не в самом селе Петрове, на месте старого храма между селами Петровым и Мансуровым, на расстоянии версты от того и другого, и этим как бы уравнивая в правах оба старых прихода и делая новый, одинаково доступным для всех окрестных жителей.
С 1841 года Никольская церковь перешла на попечение дворянского семейства Вырубовых, которые внесли немалый вклад в ее окончательную достройку. Клировые ведомости от 1868 года сообщают, что Никольская церковь построена в 1853 году тщанием Петра Ивановича Вырубова и прихожанами на месте сломанной деревянной. В 1875-м церковь была окончена и освящена. Архитектором был Николай Ильич Козловский.